# 大中央總站
大中央總站（英語：Grand Central Terminal，又譯為大中央火車總站，中文慣稱為大中央車站、中央車站）位於美國纽约市曼哈顿中城，為大都會北方鐵路的地下化鐵路車站，可轉乘长岛铁路的麦迪逊大中央车站、紐約地鐵大中央-42街車站的7號線、萊辛頓大道線（4號、5號、6號線）及S線。該站占地面积48英亩（19公顷），與賓夕法尼亞車站同為大紐約地區重要的交通樞紐，也是美国最繁忙的铁路车站之一。
大中央總站座落於纽约市42街89號，42街与公园大道路口。如果按月台的数量来说，大中央總站是世界上公共建築空間最大的鐵路車站。

## 歷史

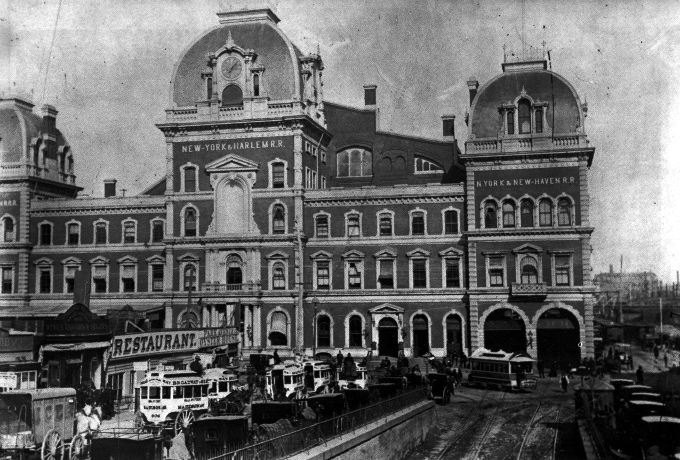
大中央總站舊站，攝於1880年。

大中央總站是由美國紐約中央鐵路（New York Central Railroad）出資建造，於1913年正式啟用；並取代了之前的舊站（於1871年由康內留斯·范德比爾特所建）。自車站落成後，車站附近的公園大道上如雨後春筍般出現了許多飯店、辦公大樓及豪宅，也因此使這裏成為全曼哈頓島地價最高的地區。1963年，龐大的泛美大廈（現大都會人壽大廈）於大中央總站北邊建成，由於其落成破壞了大中央總站附近的景致，引來抗議聲浪，但麻煩還沒結束，1968年，賓州中央鐵路公司曾計畫拆除大中央總站42街的一部分候車室，以興建辦公大樓，但由於當時美國前第一夫人杰奎琳·肯尼迪的強烈反對，大中央總站才逃過改建的命運。1983年，大中央總站列入國家歷史文物保護名冊。1992年，大中央總站開始進行全面整修的工作，以應付日趨增長的通勤人潮。

## 車站構造
大中央總站為一座布雜學院式建築，是一座地下化鐵路及地鐵交會車站。车站在设计时有意被分为两层，上层结构被用作城际列车、下层为通勤列车，以减少不同人流对冲。城际列车于1991年停开后，上层和下层部分分别被重命名为主大堂（Main Concourse）和用餐大廳（Dining Concourse）。

### 主大堂
中央大厅位于车站的正中央，經常挤满人潮，售票亭和詢問處就設在此處。九一一恐怖攻擊事件之後，大厅上掛了一幅美國國旗。中央大廳經常是人們見面的地方，而詢問處上的四面鐘是車站內最注目的地標，這四面鐘的盤面都是用貓眼石作的，价值大約为1000万美元至2000万美元之間。詢問處裡，有一個祕密通道可通往地下。
大中央總站外，面對42街的正門有一面世界最大的蒂芬妮玻璃，玻璃兩旁有彌涅耳瓦、赫耳墨斯和墨丘利等希臘神話神祇的雕像，為世界最大型的雕像群，由法國的雕刻家Jules-Felix Coutan建造，有48呎（14.6公尺）高，而鐘的周長有13呎（4公尺）長。
大廳內有許多的穿堂走道，乘客可進出不同的候車月台。蘋果公司於2011年11月在大廳二樓開設直營的蘋果商店。

#### 天花板

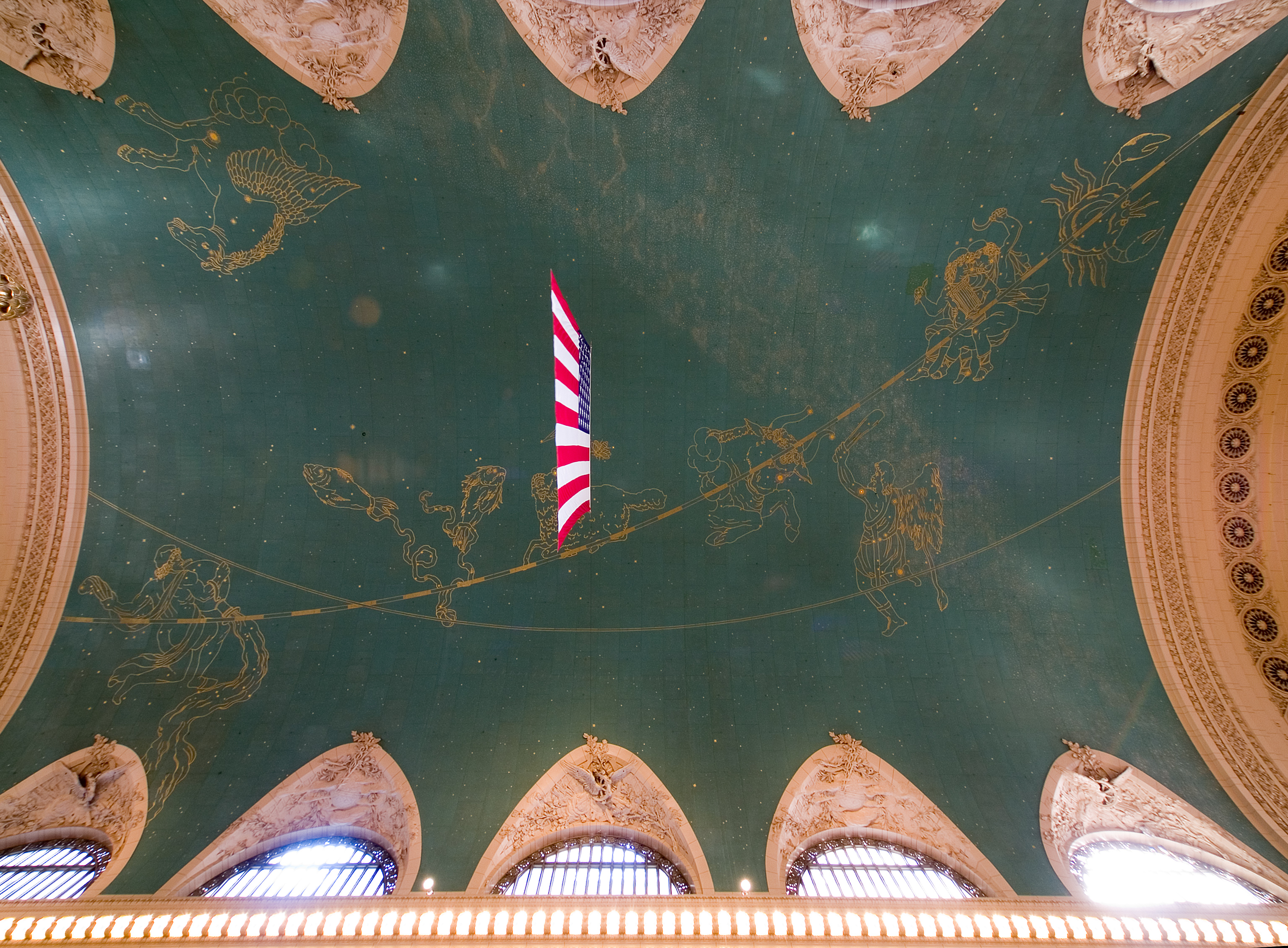
大中央總站大厅天花板

大厅裡的星空穹庐原画於1912年，由法国艺术家保罗·塞萨尔·埃勒（Paul César Helleu）创作，但在30年代后期因脫落而重新繪製。星空图所绘的天空是反向的，范德比尔特家族的后人解释说这是从上帝的视角俯瞰星空，所以和人类的视角相反，从星空以外的世界看星空。另外，星空位置也和現在的真实位置不一样，原因是这是根据中世纪时期的星空图描绘的。
1998年，殘舊的屋頂進行翻修主要是為了清除屋頂的黑色污垢。翻修之前，大家都認為是那個年代的蒸汽火車和柴油機車燃燒的煙塵弄髒屋頂，經過取樣化驗後卻發現幾乎都是尼古丁殘留物，反映出當時人們抽香菸的普遍程度。

### 用餐大廳

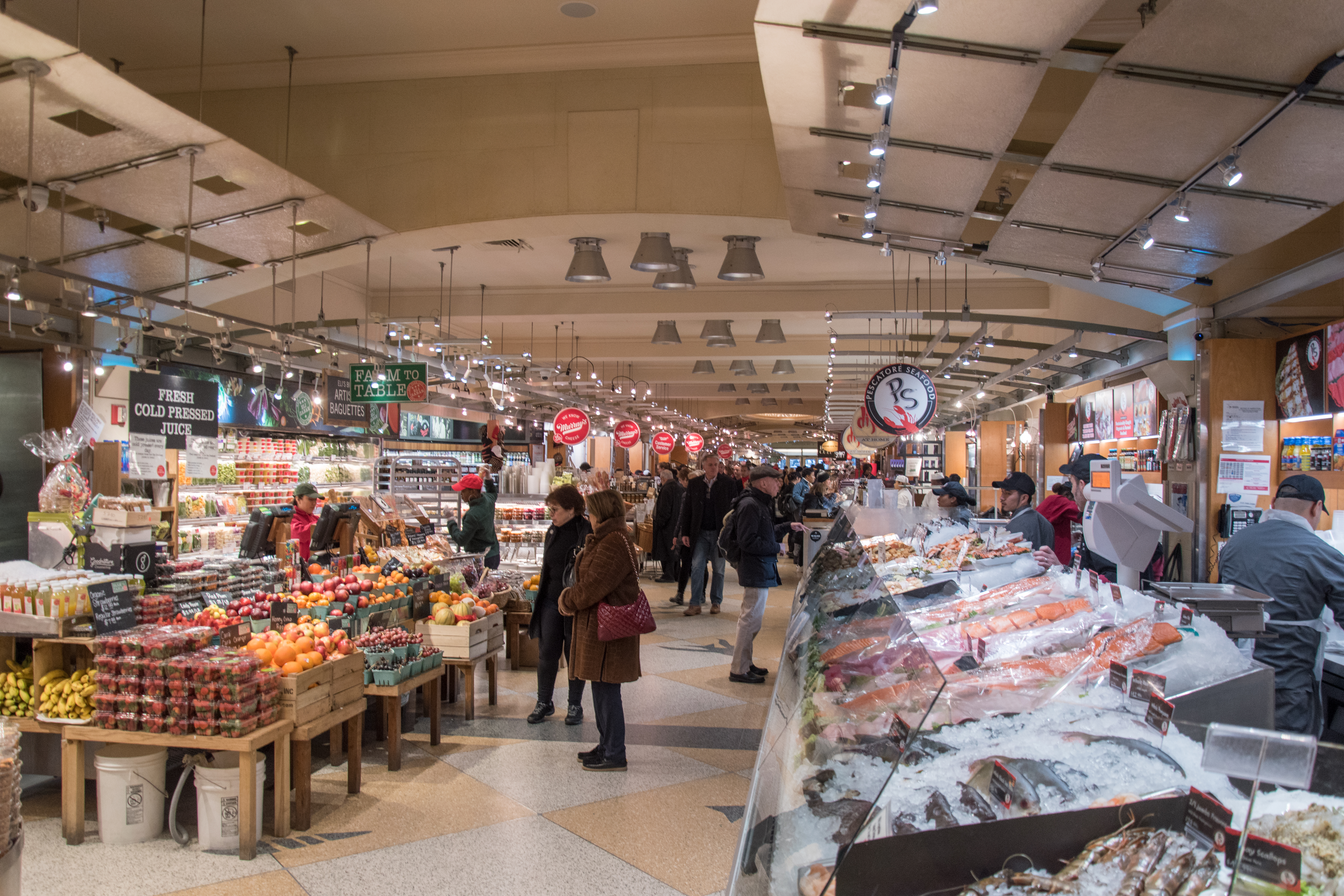
大中央市场

用餐大廳位于中央大厅的下面。这里有很多高級餐馆和速食店，包括了世界著名的Oyster Bar饭店。

### 股道

纽约主要的铁路服务，可见位于中间的本站及附近线路

大中央總站拥有28个（44個月台编号）和67個股道（43条使用中），为吉尼斯世界纪录最多车站股道记录的拥有者。所有股道均为大都会北方铁路使用。在车站建成初期设有123条股道，这个数字包括公用股道和存车线。站台股道建于向北下坡的路基上，以方便进站时能更快减速、出站时能更快加速。
上层月台设有42条股道，其中29条办理客运业务，自东向西编号11-42，不设12、22、31道。上层旅客月台东侧为东存车场，设有编号1-10的存车线共10条；西侧设有西存车场，编号38-42；两个存车场间设有灯泡线连接。东存车场北侧为Lex车场，位于紐約華爾道夫酒店下方，所在处曾经为中央车站的发电厂。该车场设有12条股道（51-65道，无57、58、62道）、2个华尔道夫酒店私人乘降月台（61、63道），目前已不再使用。
车站下层月台设有27条股道，自东向西编号100-126，包括2条现在很少使用的邮政股道和包裹股道。目前仅有102-112道和114-115道使用，116-125道为建设长岛铁路东区通道延伸站体而被拆除。

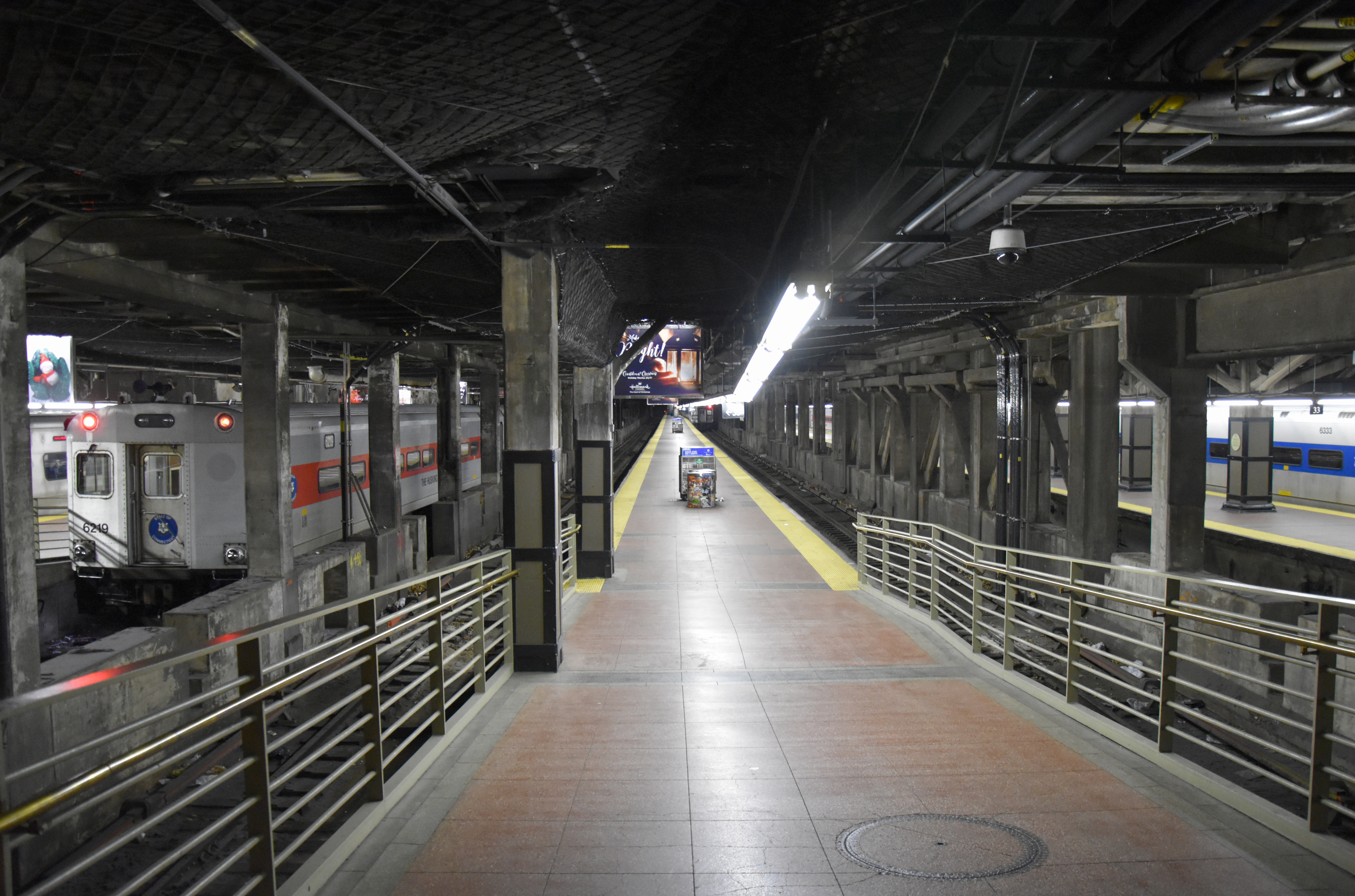
车站站台
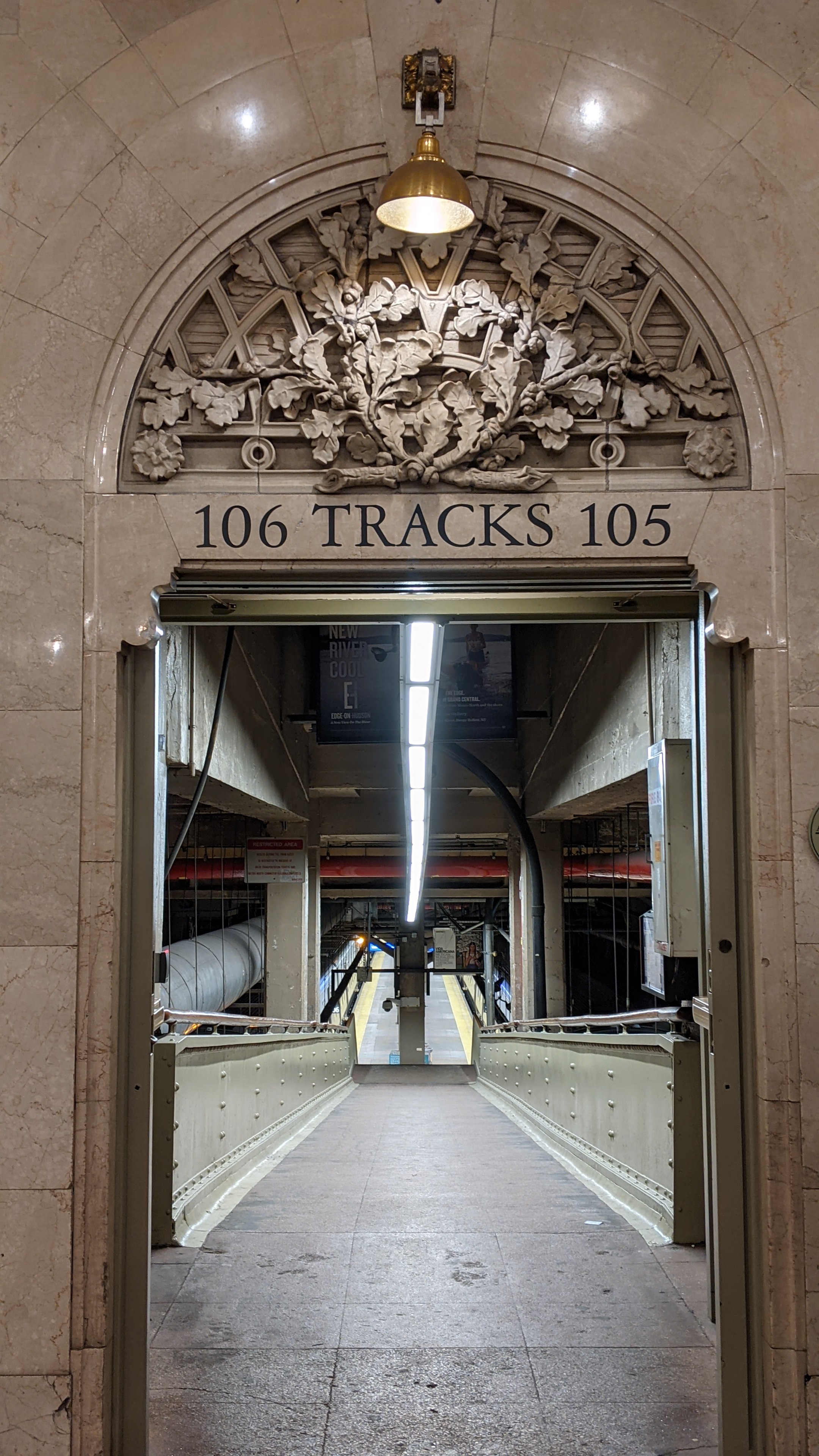
站台入口
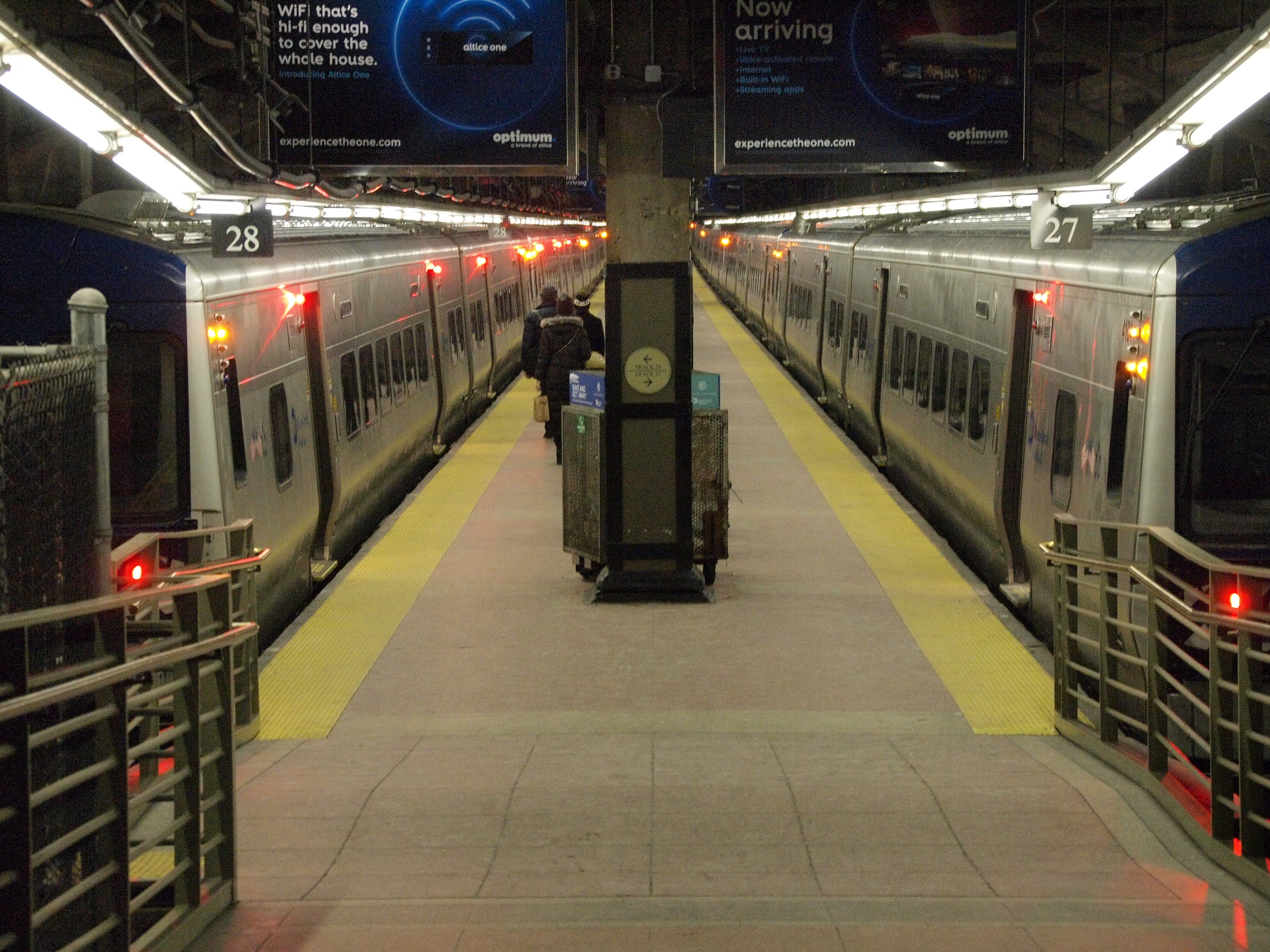
MTA列车停靠
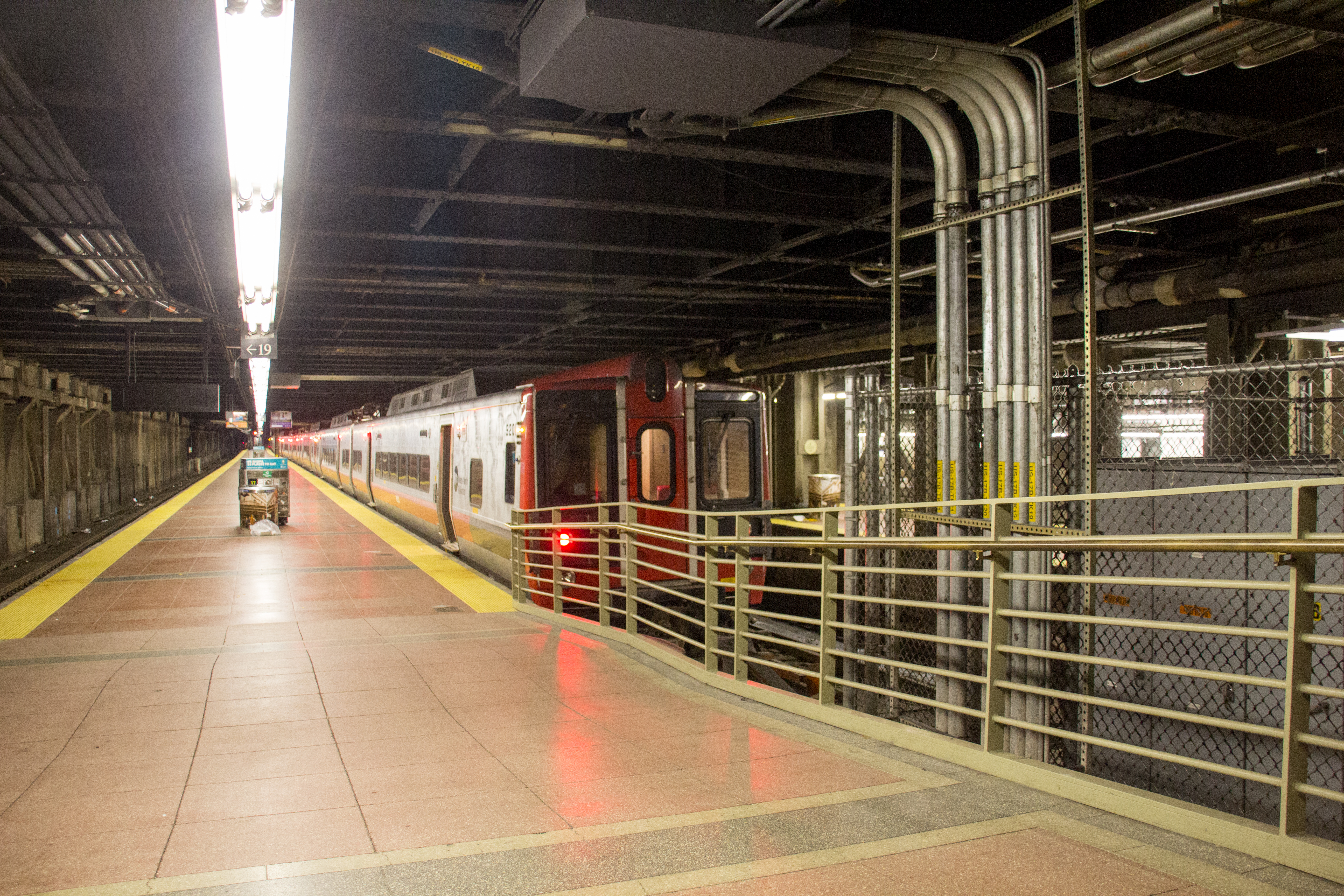
纽黑文线列车停靠

## 接驳交通

### 长岛铁路
长岛铁路站台设有8条股道和4座站台，编号201-204和301-304。车站站体建于100英尺（30）深的2座双线隧道内，每座双线隧道内设有1台2线的上层月台和下层月台各一座，站厅位于上下层月台之间

## 車站周邊
- 大都會人壽大樓（MetLife Building）
- 漢姆斯利大廈（Helmsley Building）
- 章寧大廈（Chanin Building）
- 凱悅大飯店（英语：Grand Hyatt New York）（Grand Hyatt）
- 菲利普莫里斯總部大樓（Philip Morris Headquarters）
- 克萊斯勒大樓（Chrysler Building）

## 影像作品
- 2:22

## 外部連結
- （英文）大中央總站官方網站（页面存档备份，存于）
- （英文）大中央總站的內部
- （英文）紐約建築照片－大中央總站 （页面存档备份，存于）